# Endometriosi
L'endometriosi (dal greco antico ἔνδον?, éndon, "dentro" e μήτρα, mḗtra, "utero"; suffisso -ωσις, -ōsis, condizione morbosa) è una malattia cronica a eziopatogenesi multifattoriale, ancora non completamente chiarita. Colpisce le donne, più frequentemente in età fertile. È una malattia congenita, causata dalla presenza anomala (ectopia) di tessuto simil-endometriale (simile all’endometrio che è il tessuto che riveste la parete interna dell'utero), in cavità extra uterina, principalmente ovaie, tube, peritoneo, vagina, intestino, in alcuni casi rari anche polmoni e cervello. Ne soffrono, solo in Italia, almeno tre milioni di donne. L'endometriosi è una patologia che coinvolge globalmente la salute della donna, con conseguenti effetti psicofisici, spesso marcatamente debilitanti; tuttavia da recenti scoperte sappiamo che non è solo una malattia di genere, in quanto può colpire anche gli uomini.
Come avviene nell'endometrio normale, le aree interessate dall'endometriosi sono sensibili ai livelli plasmatici di estrogeno e di progesterone, pertanto esse sanguinano durante il ciclo mestruale, provocando frequentemente infiammazione, cisti  e aderenze. Poiché i livelli di estrogeni si riducono drasticamente dopo i 50 anni, il problema clinico dell'endometriosi si presenta soprattutto prima della menopausa.
I sintomi principali sono dolore addominale, astenia e dolore pelvico cronico, ciascuno dei quali si osserva in circa il 50% dei casi, ma la frequenza può salire al 70% durante le mestruazioni, le quali  possono essere emorragiche. È comune anche il dolore durante i rapporti sessuali, mentre si manifestano con minor frequenza sintomi urinari o intestinali. Nel 30% dei casi può causare infertilità. Circa il 25% delle donne risulta comunque asintomatica. L'endometriosi può comportare effetti sia sociali, sia psicologici.
L’endometriosi viene classificata come I & II stadio: lieve , e III & IV stadio: moderato/grave. Il livello di estradizione però non ha nessun collegamento con il livello del dolore.
La causa di questa malattia non è del tutto chiara, per cui sono state proposte diverse teorie al riguardo. Tra i fattori di rischio vi è la presenza di casi nella storia familiare. La diagnosi viene solitamente sospettata sulla base dei sintomi, mentre l'accertamento diagnostico si avvale dei risultati ottenuti tramite le tecniche di imaging biomedico e soprattutto della biopsia, che è l'unico metodo che da la possibilità alla persona di avere la diagnosi effettiva di endometriosi al III e IV stadio . La diagnosi differenziale considera altre condizioni con sintomi simili, come la malattia infiammatoria pelvica, la sindrome dell'intestino irritabile, la cistite interstiziale e la fibromialgia. La prima diagnosi avviene tramite l’ecografia di un ginecologo specializzato.
Prove sperimentali suggeriscono che l'uso di contraccettivi orali possa ridurre il rischio di endometriosi, così come il regolare esercizio fisico e la limitazione di bevande alcoliche. Non esiste una cura farmacologica risolutiva, ma sono possibili alcuni trattamenti per i sintomi, come l'assunzione di farmaci antidolorifici (preferibilmente FANS) o i trattamenti ormonali. Può anche essere utile assumere il componente attivo della pillola anticoncezionale o utilizzare un dispositivo intrauterino con progestinico. Nei casi refrattari alla terapia farmacologica può essere necessaria la rimozione chirurgica del tessuto ectopico. L'agonista dell'ormone di rilascio delle gonadotropine può migliorare la probabilità di concepimento nelle donne con difficoltà.
Secondo un'ampia indagine epidemiologica, nel 2015 l'endometriosi ha interessato 10,8 milioni di donne, mentre altre fonti stimano che circa il 6-10% della popolazione femminile ne sia colpita. Più comune tra le trentenni e le quarantenni, può comunque incominciare a presentarsi anche nelle ragazze a partire dagli otto anni. Pochi casi portano al decesso.
Fu riconosciuta come malattia a sé stante, differenziandola dall'adenomiosi, solo a partire dal 1920.

## Storia

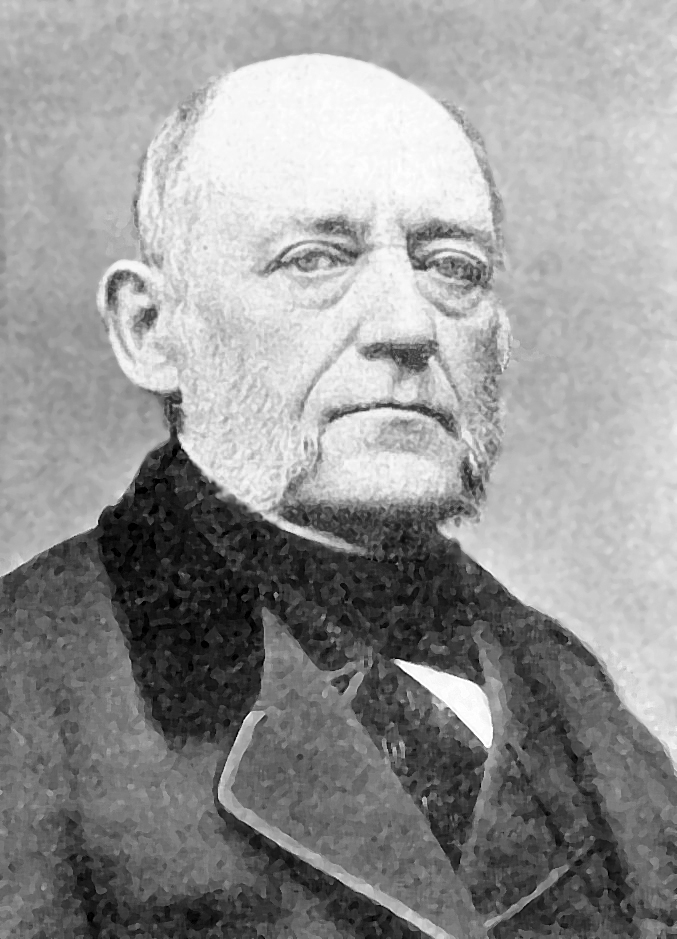
Karl von Rokitansky fu il primo a identificare, nel 1860, l'endometriosi al microscopio

L'endometriosi venne scoperta per la prima volta al microscopio da Karl von Rokitansky nel 1860, ma il termine 'endometriosi' risale a un articolo pubblicato da John Sampson nel 1925. Tuttavia la condizione si ritrova in testi medici risalenti a più di 4 000 anni fa.
Il Corpus Hippocraticum del IV secolo a.C. descrive alcuni sintomi simili a quelli riscontrabili nell'endometriosi, tra cui ulcerazioni uterine, aderenze e infertilità. I medici ippocratici ritenevano che ritardare la gravidanza avrebbe potuto scatenare le malattie dell'utero responsabili di questi sintomi, tanto che le donne con dismenorrea venivano incoraggiate a sposarsi e avere figli in giovane età. Il fatto che gli ippocratici raccomandassero cambiamenti nelle pratiche matrimoniali a causa di una malattia simile all'endometriosi dimostra che questa condizione fosse molto probabilmente comune, con tassi superiori alla prevalenza del 5-15% spesso citata oggi.
Storicamente, le donne che accusavano sintomi di endometriosi venivano curate con l'applicazione di sanguisughe, camicia di forza, salassi, oppure ricorrendo a mutilazioni genitali, alla gravidanza (come forma di trattamento), appendendole a testa in giù o sottoponendole a un intervento chirurgico; in alcuni casi, venivano persino uccise per via di un presunto possesso demoniaco. Sebbene 2 500 anni fa i medici ippocratici avessero riconosciuto e trattato il dolore pelvico cronico come una vera malattia organica, nel corso del Medioevo si tornò a colpevolizzare le donne, ritenendole pazze, immorali, affette da dolore immaginario o avvezze a una cattiva condotta. I sintomi del dolore pelvico cronico inspiegabile erano spesso attribuiti a follia immaginaria, a debolezza femminile, a promiscuità o isteria.
L'idea che il dolore pelvico cronico fosse correlato a una malattia mentale influenzò l'atteggiamento moderno nei confronti delle donne affette da tale condizione, causando ritardi nella corretta diagnosi e indifferenza nei confronti della sofferenza delle pazienti vissute durante il XX secolo.
Le evidenze che questo disturbo fu in passato così comune non contrastano le teorie moderne che suggeriscono una correlazione tra l'endometriosi e le diossine o i policlorobifenili.

## Epidemiologia
Non è facile determinare dati epidemiologici precisi riguardo all'endometriosi, perché questi si basano essenzialmente sui riscontri chirurgici e istologici. Di conseguenza, la sempre maggiore disponibilità della video-laparoscopia per l'indagine pelvica ha comportato un sensibile aumento delle diagnosi, specie per i casi relativi a lesioni minime o lievi.
Ad esempio, nello studio laparoscopio ENDO su una popolazione di 495 donne selezionate per questa procedura, l'incidenza della patologia è stata del 41%, mentre nelle donne non selezionate, in cui la diagnosi è stata del tutto casuale, l'incidenza si è aggirata intorno all'11% Si stima che, nel 2015, vi fossero in tutto il mondo 10,8 milioni di donne colpite dall'endometriosi. Altre fonti stimano che circa il 6-10% delle donne fossero interessate dalla condizione, con una prevalenza di circa il 10% nella popolazione generale, dello 0,5-5% nelle donne fertili e del 25-40% in quelle infertili. Si stima che in Italia le donne affette da endometriosi siano circa tre milioni. In Friuli Venezia Giulia, dal 2011 al 2013, tra i 15 e i 50 anni, l'incidenza di endometriosi è stata di circa lo 0,14%/anno. In USA si ritiene che possa colpire oltre l'11% delle donne tra i 15 e i 44 anni. Si ritiene che dal 30% al 40% dei casi di infertilità femminile sia dovuto a endometriosi.
È principalmente una malattia che si riscontra negli anni riproduttivi. In ogni caso, può interessare qualsiasi donna, di età che va dal pre menarca alla post menopausa, indipendentemente dall'etnia o dal fatto che abbiano o meno avuto figli. Casi di endometriosi si sono infatti verificati nelle donne in postmenopausa, e, sia pur raramente, le ragazze possono avere sintomi di endometriosi prima ancora che raggiungano il menarca. Tuttavia l'endometriosi risulta più comune tra le trentenni e le quarantenni; anche se può riscontrarsi nelle ragazze già dagli 8 anni.
Tra i fattori di rischio vi è da annoverare una parentela di primo grado con una donna affetta dalla condizione e un basso indice di massa corporea. Le donne con cicli mestruali corti, regolari, con flussi abbondanti e prolungati hanno una probabilità maggiore di sviluppare endometriosi. Non aver mai partorito o aver sperimentato lunghi periodi senza sviluppare una gravidanza, sono situazioni che sono state correlate positivamente con la condizione. Sono stati effettuati diversi studi per valutare una possibile correlazione tra l'utilizzo di metodi contraccettivi e lo sviluppo della malattia, tuttavia le molte distorsioni statistiche, tra cui il fatto che spesso i farmaci su base ormonale vengono prescritti proprio per trattare i sintomi della malattia come la dismenorrea, hanno reso i risultati inconcludenti. In passato si è pure ipotizzato che la condizione affliggesse maggiormente le donne benestanti appartenenti a un contesto di elevato livello socio culturale, tuttavia è più probabile che ciò sia dovuto al fatto che tali donne siano tendenzialmente più attente al loro stato di salute e quindi con maggior probabilità di vedersi diagnosticata un'endometriosi relativamente lieve.
Si stima che il tasso di recidiva dell'endometriosi possa attestarsi, negli adulti, tra il 40% e il 50% in un periodo di 5 anni. È stato dimostrato che tale dato aumenti col passare del tempo dall'intervento chirurgico, ma non è correlato allo stadio della malattia, al sito iniziale, al metodo chirurgico utilizzato o al trattamento post-chirurgico.

## Eziologia
L'endometriosi è una malattia cronica e complessa che consiste nell'anomala presenza di endometrio (il tessuto che riveste la parete interna dell'utero) in regioni anatomiche diverse da dove dovrebbe trovarsi e in particolare nelle ovaie, nelle tube, nel peritoneo, nella vagina, nell'intestino provocando una serie di segni e sintomi. La sua esatta eziologia non è certa, nel corso del tempo sono state formulate diverse teorie, non necessariamente in contrasto tra loro, ma di cui nessuna in grado di spiegarla esaustivamente. Di conseguenza si ritiene che la causa sia multifattoriale e che implichi un'interazione tra diversi fattori.
Una delle teorie più antiche e accreditate è quella dell'innesto (chiamata anche "delle mestruazioni retrograde") e venne proposta dal ginecologo John Sampson. Questa prevede che durante il flusso mestruale piccole parti di tessuto endometriale si muoverebbero in senso inverso nelle tube per poi impiantarsi nell'addome o comunque al di fuori della cavità uterina, aderendo al peritoneo (il rivestimento della cavità addominale) da dove possono invadere il tessuto dando origine a una condizione di endometriosi. Questa teoria, comunque, non è da sola in grado di spiegare tutti i casi di endometriosi, in quanto non spiega perché molte donne con ciclo mestruale retrogrado non presentano endometriosi, un fatto da attribuirsi probabilmente a ulteriori fattori come la genetica e le malattie autoimmuni. Inoltre, seppur raramente, l'endometriosi si è riscontrata in individui che non hanno mai avuto le mestruazioni, come uomini, feti, e ragazze in età prepuberale. Inoltre sono stati riscontrati casi di endometriosi nel cervello e nei polmoni, situazioni non compatibili con i presupposti della teoria.
Un'altra teoria che desta molto interesse è quella che imputa l'endometriosi alla metaplasia celomatica delle cellule peritoneali. Le cellule celomatiche sono l'antenato comune sia delle cellule endometriali sia di quelle peritoneali e possono quindi essere sottoposte a una trasformazione (metaplasia) da un tipo all'altro a seguito di un innesco, come l'infiammazione. Una delle prove a sostegno di questa teoria è il verificarsi di endometriosi alla prostata negli uomini sottoposti a terapia estrogenica.
È stata inoltre dimostrata una teoria che associa l'endometriosi con la presenza dell'idrosalpinge. Infatti, è stato dimostrato che le donne affette da endometriosi (nello specifico tubarica) nel 44% dei casi soffrono di idrosalpinge, o anche di ematosalpinge. Una collezione crescente di evidenze ha mostrato una correlazione tra il disequilibrio del microbioma vaginale e l'incidenza dell'endometriosi. Questa correlazione è mediata dal sovraccarico del sistema immunitario nel contesto della mestruazione retrograda. Il sistema immunitario non riesce ad identificare e neutralizzare le cellule che si recano fuori dall'ambiente vaginale. Disturbando la funzione immunitaria, la disbiosi conduce a elevati livelli di citochine proinfiamatorie, arreca dani al sistema di immunosorveglianza, e altera i profili delle cellule immunitarie. Infatti, l'ativazione dei recettori Toll-simili nei macrofagi, conduce a una maggiore attività di questa categoria di cellule. I macrofagi, a loro volta, secernono fattori (quali la citochina pro-infiammatoria interleuchina 8) che contribuisce allo sviluppo di un ambiente infiammatorio, favorendo la proliferazione e adesione delle cellule endometriali.
Nonostante goda sempre di minor consenso, è da annoverare anche la teoria metastatica, ovvero la diffusione di isole endometriali (sotto forma di microscopici frustuli di endometrio) per via linfatica o ematica. Tale ipotesi ha il vantaggio di spiegare le pur rare localizzazioni a distanza. Altre teorie proposte riguardano la possibilità che l'endometriosi possa derivare da cellule staminali provenienti dal midollo osseo, oppure che sia causata da tossine ambientali (ad esempio diossina, nichel, ...) o dallo stress ossidativo in quanto l'afflusso di ferro è associato alla distruzione locale del mesotelio peritoneale che porta all'adesione delle cellule endometriali ectopiche. Si è osservato che le donne affette da malattia di Graves, una malattia autoimmune caratterizzata da ipertiroidismo, gozzo, oftalmopatia e dermopatia, abbiano maggiori probabilità di soffrire di endometriosi, portando così sostegno alla possibilità che l'origine della malattia possa coinvolgere fattori autoimmuni.

### Localizzazione
Tra i diversi organi in cui l'endometriosi può localizzarsi, i più comuni sono le ovaie, le tube di Falloppio, i legamenti dell'utero e la sua superficie esterna. Può essere riscontrata con minor frequenza nella vagina, nella cervice, nella vulva, nell'intestino, nella vescica o nel retto, mentre è possibile (anche se assai raro) che possa comparire in altre parti del corpo come nei polmoni, nel cervello e sulla cute. L'endometriosi rettovaginale o intestinale rappresenta tra i 5% e il 12% dei casi e può essere causa di un forte dolore conseguente ai movimenti intestinali.
L'endometriosi può diffondersi nella cervice e nella vagina o nei siti di un'incisione chirurgica addominale, una condizione nota come "endometriosi della cicatrice". Tra gli interventi che comportano un maggior rischio vi possono essere il taglio cesareo o una gravidanza ectopica, una salpingostomia post parto, una procedura di laparoscopia, l'amniocentesi, un'appendicectomia, un'episiotomia, un'isterectomia o un intervento per la risoluzione di un'ernia. Molto rara è anche l'endometriosi diaframmatica e quasi sempre interessa l'emidiaframma destro, comportando un dolore ciclico della spalla destra appena prima e durante il ciclo mestruale.

## Segni e sintomi
Nell'endometriosi, l'infertilità e il dolore sono due manifestazioni molto frequenti, anche se tra il 20% e i 25% delle donne colpite risultano asintomatiche indipendentemente dall'estensione del tessuto endometriale ectopico. Circa un terzo delle donne infertili è colpita dall'endometriosi e tra le donne con endometriosi circa il 40% sono sterili.
La sensazione di dolore, che si manifesta nel 60% circa dei casi, presenta tratti assai caratteristici. Può variare da lieve a molto grave, con crampi o dolori lancinanti localizzati su entrambi i lati del bacino, nella zona lombare e rettale, con irradiazione fino anche nelle gambe. Non vi è una correlazione tra il livello di dolore e lo stadio o estensione dell'endometriosi, con alcune donne che sperimentano dolore lieve in condizioni di malattia grave e, viceversa, donne con sintomatologia dolorosa importante a fronte di una endometriosi di lieve entità. La sintomatologia, infatti, viene influenzata dalla sede e dalla profondità degli impianti endometriali ectopici e non dallo stadio della malattia. Tipicamente, il dolore più intenso si riscontra nel corso delle mestruazioni, incominciando anche una settimana prima del ciclo mestruale e permanendo fino a una settimana dopo; in alcuni casi, tuttavia, è costante. Sebbene possa essere frequente che le donne accusino crampi durante le mestruazioni, i soggetti con endometriosi descrivono il dolore come molto più grave del solito, tanto che in alcuni casi può arrivare a essere debilitante e a comportare uno stress emotivo.
Il dolore può essere accompagnato da altri sintomi come: dismenorrea secondaria (crampi dolorosi durante il periodo mestruale), dispareunia (dolore durante il rapporto sessuale) soprattutto nelle donne con una profonda infiltrazione di endometrio ectopico dei legamenti utero-sacrali, disuria (urgenza urinaria e occasionalmente svuotamento doloroso della vescica), mittelschmerz (dolore associato all'ovulazione), dolore durante l'attività fisica.

### Altri sintomi
Altri sintomi che possono manifestarsi, singolarmente o in concomitanza tra loro, includono diarrea o stitichezza, spesso con dischezia, affaticamento cronico, nausea e vomito, cefalea, irregolarità nel ciclo mestruale, menorragia (mestruazione abbondante), metrorragia (perdita di sangue al di fuori della mestruazione) e ipoglicemia.
Talvolta l'endometriosi è riscontrabile anche in sede intestinale e vescicale, sui legamenti utero-sacrali, nel setto retto vaginale, nelle tube. Nel caso di endometriosi vescicale, i sintomi sono quelli tipici di infiammazione e cistite o anche di incontinenza senza che risultino infezioni batteriche o virali a carico della vescica. La loro ricorrenza ciclica è un elemento determinante per distinguerne le cause. Sintomi più rari che si presentano in modo "catameniale" (cioè, in corrispondenza delle mestruazioni) includono epistassi (quando vi è un coinvolgimento polmonare), ematuria, ematochezia e sanguinamenti dall'ombelico. Ancora più raramente vi possono essere degli impianti endometriosici nel cervello che possono causare convulsioni in occasione delle mestruazioni. Talvolta lesioni o aderenze possono portare a un'occlusione intestinale parziale o completa.
Un caso particolare può essere rappresentato dalla presenza di tessuto ectopico a livello polmonare e pleurico. In questo caso, l'endometriosi può causare emottisi e pneumotorace catameniale, dovuto al danno causato alla pleura viscerale dal tessuto endometriosico e dall'occlusione bronchiale a cui esso può dare origine, che determina l'aumento della pressione alveolare nei distretti a valle ed eventualmente la formazione di bolle, con rischio di rottura e pneumotorace.
Esiste una correlazione tra endometriosi e alcuni tipi di tumore, in particolare alcuni tipi di carcinoma dell'ovaio, linfoma non Hodgkin e tumore al cervello. L'endometriosi non è correlata al tumore dell'endometrio.

### Patogenesi del dolore
Spesso è difficile determinare una singola causa del dolore pelvico conseguente all'endometriosi; è più probabile che esso sia da attribuire a diversi fattori che coinvolgono sia meccanismi locali neuroendocrini, sia cause meccaniche, sia l'elaborazione del dolore da parte del sistema nervoso centrale. Tra le varie cause proposte vi è la possibilità che le lesioni, reagendo alla stimolazione ormonale, possano "sanguinare" al momento delle mestruazioni. Il sangue, se non viene eliminato velocemente, si accumula localmente provocando gonfiore. Questo innesca una risposta infiammatoria con attivazione di citochine, che si traduce in dolore. Un'ulteriore origine del dolore è la dislocazione d'organo che deriva dalla formazione di aderenze che legano insieme gli organi interni, come le ovaie, l'utero, il peritoneo, la vescica. Il dolore innescato in questo modo può durare costantemente, non solo durante i periodi mestruali. Altre possibili cause individuate sono: l'azione meccanica del tessuto endometriale, le anomalie nella sintesi dei neuropeptidi dedicati alla modulazione del dolore e alcuni disturbi emotivi. È stato inoltre dimostrato che le lesioni endometriosiche possano sviluppare una propria innervazione, creando un'interazione diretta e bidirezionale tra le lesioni e il sistema nervoso centrale che comporta una percezione del dolore differente da donna a donna. Si ritiene che le fibre nervose e i vasi sanguigni si formino mediante un processo noto come neuroangiogenesi.

### Patogenesi dell'infertilità
La patogenesi della sterilità dipende dallo stadio della malattia. Nei casi lievi e moderati, si ipotizza che ciò sia secondario a una risposta infiammatoria che altera diversi aspetti legati al concepimento. Alcuni studi hanno suggerito che la presenza di tessuto endometriale fuori sede provochi una produzione eccessiva di prostaglandina F2α all'interno del peritoneo, a sua volta causa di alterazione della motilità tubarica, mancata ovulazione e distruzione del corpo luteo. Anche la presenza nel liquido peritoneale di molti macrofagi attivati è stata correlata con l'infertilità. È stato infatti suggerito che essi potrebbero essere responsabili della fagocitosi degli spermatozoi oltre che della sintesi di fattori di crescita e interleuchina 1 che innescherebbero una reazione immunitaria a cascata; ciò comporterebbe il richiamo di fibroblasti, con conseguente instaurarsi di aderenze che renderebbero l'ambiente non idoneo per la fecondazione dell'ovocita. Le forme più gravi comportano la distorsione dell'anatomia pelvica e in particolare alterazioni dei rapporti anatomici delle tube di Falloppio, nonché la presenza di estese aderenze localizzate nella pelvi che contribuiscono a compromettere la capacità di concepimento.

## Diagnosi
Vi sono molte metodiche utilizzabili per la formulazione di una diagnosi di endometriosi, sia invasive sia no. Il punto di partenza, solitamente, è un'anamnesi completa seguita da un accurato esame obiettivo ginecologico e rettale in cui ricercare reperti tipici. L'esame del sangue può essere utile per identificare specifici biomarcatori. Tra le tecniche di imaging biomedico, una radiografia (con o senza mezzo di contrasto al bario) e la tomografia computerizzata (TC) non si sono dimostrate utili poiché non sufficientemente sensibili, tuttavia possono essere utilizzate per lo studio di alcune complicanze. La risonanza magnetica può dare ottimi risultati nell'individuare le lesioni più profonde, mentre l'ecografia permette di rilevare gli impianti più piccoli e constatare una retroversione uterina fissa conseguente ad aderenze che vincolano l'utero alla pelvi.
Talvolta è necessaria l'esecuzione di un'indagine esplorativa tramite video laparoscopia, una procedura che permette di formulare una diagnosi certa ma che consta in un intervento invasivo da effettuarsi in anestesia generale. Oltre che per la diagnosi, questo esame è importante anche per determinare la stadiazione della malattia e trattarla terapeuticamente (asportazione del tessuto, vacuolizzazione e lisi delle aderenze), ripristinando la normale anatomia della pelvi femminili. L'esame istologico dopo biopsia tissutale è in grado di confermare la diagnosi.

### Esame obiettivo

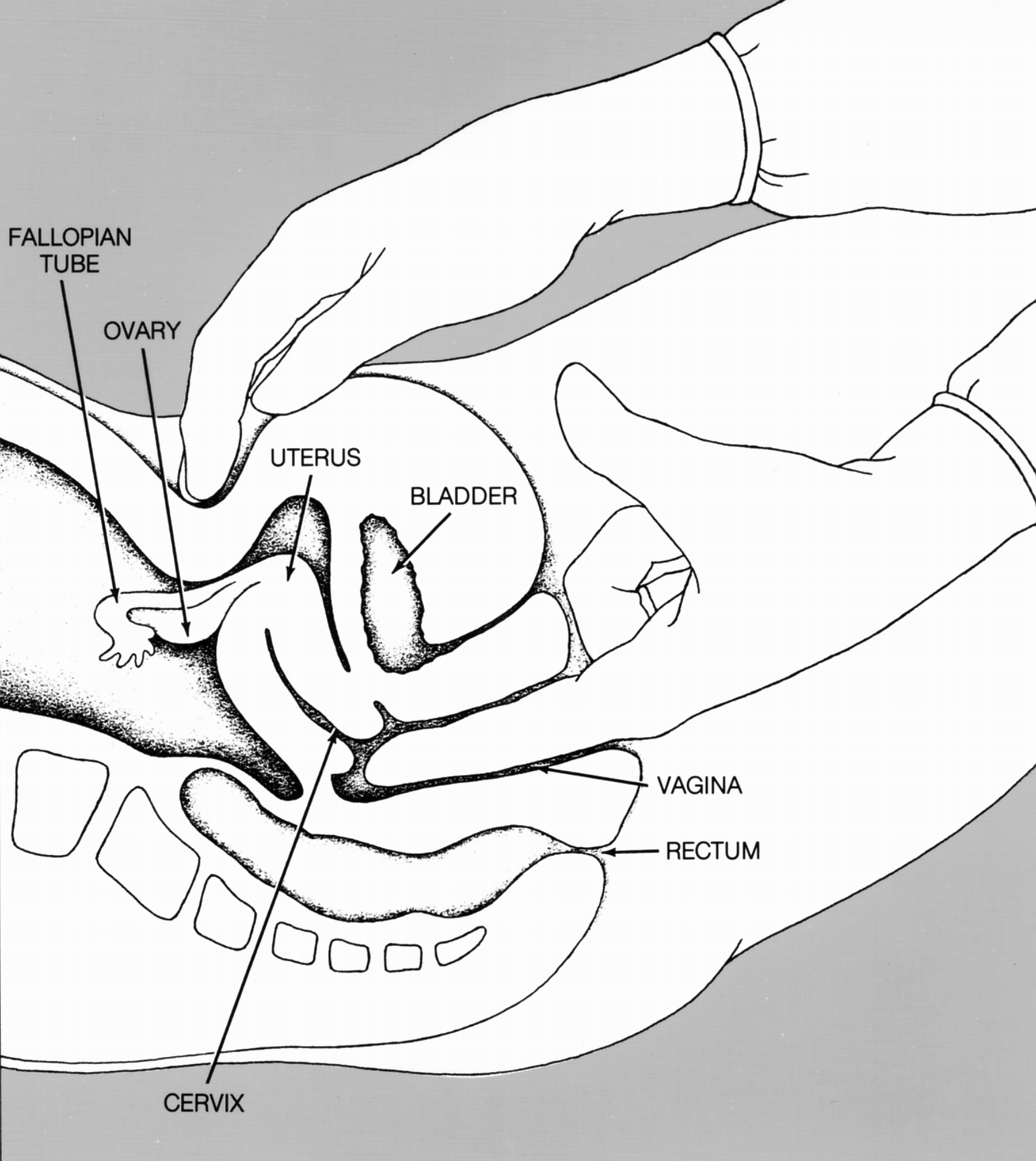
Esame obiettivo ginecologico, tecnica di palpazione bimanuale

Molto spesso le pazienti con endometriosi non presentano alcun riscontro fisico correlabile alla condizione. Tuttavia, un esame obiettivo ginecologico approfondito può essere utile per riscontrare reperti che suggeriscano la presenza di endometriosi, anche se ciò non è sufficiente per formulare una diagnosi. Nel corso della visita deve essere esaminato accuratamente, tramite l'utilizzo dello speculum, il fornice vaginale posteriore e la zona retrocervicale, in cui in caso di malattia si possono riscontrare masse nodulari tenere infiltranti la tonaca muscolare e, occasionalmente, noduli bluastri e creste di colore rosso.
Dovrebbe essere inoltre effettuato un esame pelvico completo in modalità vagino-rettale combinata, con cui valutare la zona retto-vaginale, la parete rettale anteriore, il cavo del Douglas e le gonadi. Qui si possono apprezzare, alla palpazione, noduli infiltrativi non visibili all'ecografia che appaiono anelastici, nodulari e dolenti. La presenza di una retroversione uterina fissa insieme a un'obliterazione del cavo del Douglas può far supporre la presenza di un'endometriosi molto estesa. È consigliabile procedere con l'esame obiettivo nel corso delle mestruazioni, affinché possa essere maggiormente sensibile. Un addome acuto può essere riscontrato nel caso di rottura di un endometrioma ovarico.

### Biomarcatori
Al 2010, tutti i biomarcatori proposti per la diagnosi dell'endometriosi non presentavano un uso clinico sufficientemente chiaro, anche se alcuni sembravano essere promettenti. L'unico biomarcatore utilizzato costantemente a partire dagli anni 1990 è il CA-125. Una revisione del 2016 ha rilevato che nelle donne che presentano sintomi di endometriosi e a cui è stato escluso un tumore dell'ovaio, un CA-125 positivo possa essere un dato in grado di confermare la diagnosi. Tuttavia, la sua affidabilità per l'esclusione dell'endometriosi è bassa. I livelli di CA-125 sembrano diminuire durante il trattamento della condizione, ma non hanno mostrato una correlazione con la risposta della malattia alle cure.
Un'altra revisione nel 2011 ha identificato sulla biopsia diversi biomarcatori possibili, compresi i reperti di piccole fibre nervose sensoriali o la subunità dell'integrina β3 espressa in modo errato. È stato ipotizzato che, in futuro, uno strumento diagnostico per l'endometriosi possa consistere in un gruppo di diversi biomarcatori specifici e sensibili, comprese le concentrazioni di sostanze e la predisposizione genetica.

### Ecografia

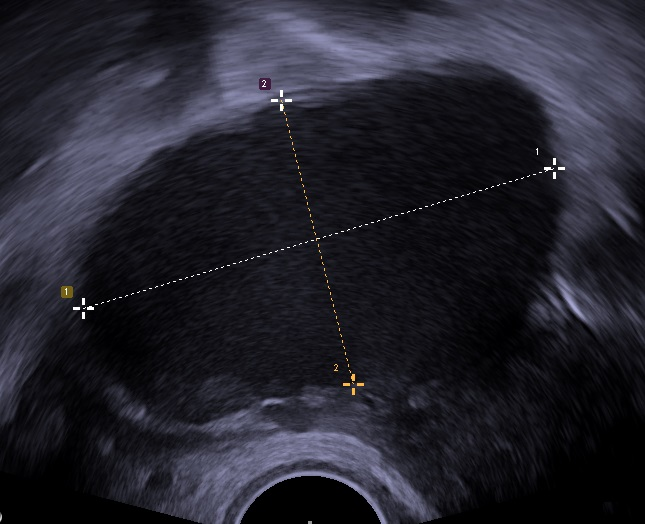
Ecografia transvaginale che mostra un endometrioma di 67 x 40 mm distinguibile dagli altri tipi di cisti ovarica per via di un contenuto piuttosto granuloso e non completamente privo di eco

L'ecografia pelvica è in grado di identificare grandi cisti endometriosiche (chiamate endometriomi), tuttavia quelle di dimensioni più piccole possono essere difficili da osservare.
L'ecografia vaginale ha un valore clinico nella diagnosi di endometrioma e viene eseguita anche prima di un intervento chirurgico per l'endometriosi profonda, al fine di consentire l'identificazione della diffusione della malattia nelle donne con sospetto clinico accertato di endometriosi. L'ecografia vaginale è una metodica economica, facilmente accessibile, non presenta controindicazioni e non richiede alcuna preparazione. In ogni caso, i professionisti sanitari che effettuano gli esami mediante ultrasuoni devono aver maturato una certa esperienza. Estendendo la valutazione dell'esame ecografico alle zone pelviche posteriore e anteriore, chi esegue l'esame è in grado di valutare la mobilità strutturale e cercare i noduli endometriosici infiltranti profondi, rilevando la dimensione, la posizione e, se possibile, la distanza dall'ano. Un miglioramento nel rilevamento ecografico dell'endometriosi infiltrante profonda non solo ridurrà il numero di laparoscopie diagnostiche, ma sarà in grado di guidare verso i più corretti trattamenti e consentirà un apprezzabile miglioramento della qualità della vita.

### Risonanza magnetica
Il ricorso alla risonanza magnetica (RM) è un'altra metodica per rilevare lesioni in modo non invasivo. Tuttavia il suo impiego non è diffusissimo a causa del suo costo elevato e della sua scarsa disponibilità, nonostante sia in grado di rilevare lesioni profonde e di dimensioni relativamente piccole (di solito > 1 cm). La visibilità di innesti endometriosici alla RM dipende dalla concentrazione in essi di ferro e proteine, prodotti della degradazione degli eritrociti. Nelle immagini ottenute, la maggior parte di questi innesti appare come delle grosse masse cistiche iperintense nelle sequenze pesate in T1 e ipointense in quelle in T2. La risonanza magnetica è una metodica diagnostica che vanta una sensibilità del 90-92% e una specificità del 91-98% e pertanto risulta molto utile per distinguere gli innesti endometriosici da altre masse con maggior accuratezza rispetto all'ecografia.
La risonanza magnetica fornisce scarsi risultati nella ricerca di impianti superficiali, come nel caso di impianti peritoneali, e quindi da sola non può essere sufficiente per escludere completamente la presenza della condizione. Talvolta possono riscontrarsi falsi positivi nelle neoplasie cistiche o nelle cisti funzionali. Occasionalmente, nelle pazienti con endometriosi, è possibile riscontrare una dilatazione delle tube di Falloppio che alla risonanza magnetica appare come un'intensità elevata di segnale nelle sequenze T1 dovuto alla presenza di fluido sanguinante.
Essendo la risonanza magnetica una procedura di imaging biomedico molto lunga da eseguire ed estremamente sensibile ai movimenti del corpo, spesso è necessario assumere dei farmaci antiperistaltici come preparazione all'esame al fine di ottenere immagini di sufficiente qualità.

### Video-laparoscopia

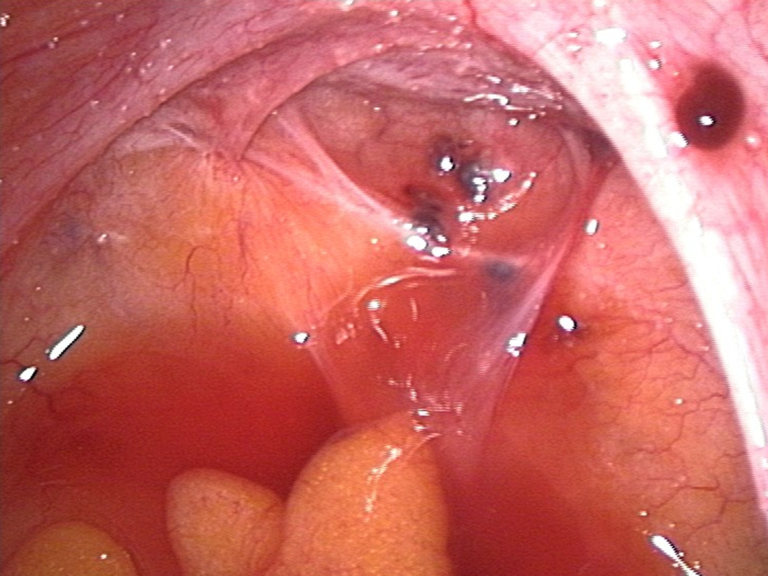
Immagine ottenuta tramite laparoscopia di una lesione endometriale nel cavo del Douglas e a destra del legamento utero sacrale

La video-laparoscopia, una procedura chirurgica in cui una fotocamera viene utilizzata per osservare l'interno della cavità addominale, è l'unico metodo per diagnosticare con sicurezza l'entità e la gravità dell'endometriosi. Se le escrescenze (lesioni) non sono visibili, può essere eseguita una biopsia per formulare la diagnosi. Oltre che per la diagnosi, l'intervento laparoscopico consente nello stesso momento anche il trattamento chirurgico.
Durante una procedura laparoscopica, le lesioni possono apparire blu scure, nere, rosse, bianche, gialle, marrone o non pigmentate. Le lesioni variano di dimensioni. Alcune lesioni presenti all'interno delle pareti pelviche potrebbero non essere visibili, poiché il normale peritoneo delle donne infertili rivela l'endometriosi tramite biopsia nel 6-13% dei casi. L'endometriosi precoce si verifica tipicamente sulle superfici degli organi nelle aree pelviche e intra-addominali. Gli operatori sanitari possono chiamare le aree di endometriosi con nomi diversi, come protesi, lesioni o noduli. Ovaie più grandi possono essere viste all'interno delle ovaie come endometriomi o "cisti di cioccolato", perché contengono uno spesso liquido brunastro, per lo più sangue vecchio.
Frequentemente, durante una procedura di laparoscopia diagnostica, non si riscontrano lesioni in donne con dolore pelvico cronico, un sintomo comune ad altri disturbi tra cui adenomiosi, aderenze pelviche, malattia infiammatoria pelvica, anomalie congenite del tratto riproduttivo e masse ovariche o tubariche.

### Istopatologia

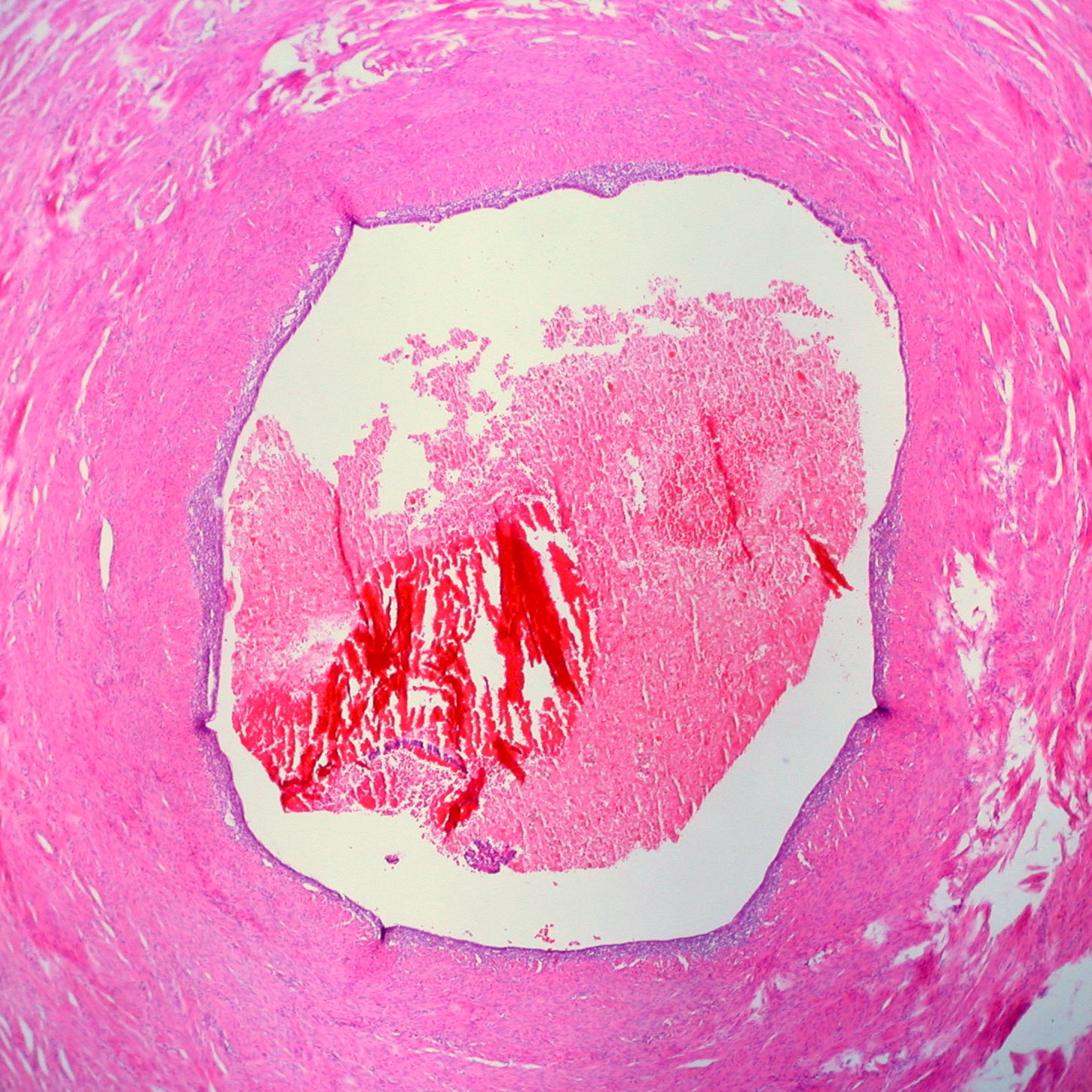
Immagine istologica di un caso di endometriosi localizzata nelle tube di Falloppio

Le tipiche lesioni endometriosiche mostrano caratteristiche istopatologiche simili all'endometrio, vale a dire la presenza di stroma endometriale, epitelio endometriale e ghiandole che rispondono agli stimoli ormonali; perché possa essere formulata una diagnosi istologica è necessaria la presenza di tutti questi elementi. Le lesioni più vecchie potrebbero non mostrare ghiandole ma residui di emosiderina conseguente alla fagocitosi dei globuli rossi da parte dei fagociti e dalla degradazione dell'emoglobina successiva a sanguinamenti locali. A un'analisi macroscopica si possono riscontrare diversi tipi di lesioni, come ridotti impianti peritoneali e la presenza di una sindrome della "pelvi congelata" simile a un quadro neoplastico.
Tra le cisti endometriosiche, quella "di cioccolato" è la più frequente che si possa riscontrare ed è caratterizzata da una parete formata da fibroblasti, da tessuto stromale da alcune zone di epitelio endometriale diffuse. Inoltre, in caso di rottura, vi sarà una fuoriuscita di liquido denso marroncino dall'interno ricco di globuli rossi degradati e macrofagi con elevati livelli di emosiderina, formatosi di conseguenza alle frequenti emorragie. Le grandi cisti (da alcuni millimentri a 10-12 centimetri) spesso sono accompagnate da consistenti aderenze.
Il ricorso all'immunoistochimica è apparso utile nella formulazione della diagnosi di endometriosi in quanto le cellule stromali presentano un particolare antigene di superficie, il CD10, consentendo così al patologo di esaminare direttamente un'area di colorazione e quindi confermare la presenza di cellule stromali e, talvolta, di tessuto ghiandolare che possono non essere visti nella colorazione con ematossilina eosina di routine.

### Stadiazione

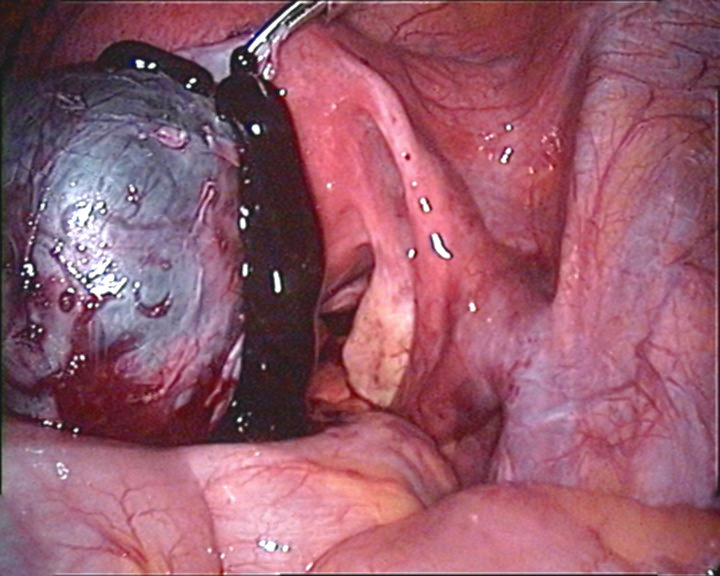
Rottura di una "cisti cioccolato", tipica degli stadi più gravi

Al 2019, il metodo più utilizzato per la stadiazione dell'endometriosi è la classificazione proposta dall'American Society of Reproductive Medicine, nella versione rivista nel 1997. Tale metodo è costituito da un complesso sistema di punteggi che valuta le lesioni e le aderenze negli organi pelvici. Si tratta di una classificazione chirurgica: le classi I e II riguardano lesioni superficiali; le classi III e IV sono considerate gravi, includendo endometriosi cistica e con aderenze. È importante notare che la stadiazione valuta solo la malattia fisica, non il livello dei sintomi come il dolore o infertilità. Una persona con endometriosi allo stadio I può, dunque, presentare una malattia di tipo lieve ma un dolore severo, allo stesso tempo una condizione allo stadio IV può manifestarsi con una sintomatologia dolorosa lieve o totalmente assente. I parametri considerati per l'attribuzione del punteggio, tutti apprezzabili in seguito a video laparoscopia, sono il numero delle lesioni, la loro dimensione, la sede, l'eventuale obliterazione del cavo del Douglas, estensione e caratterizzazione dell'aderenza.
In linea di principio i vari stadi si possono riassumere in questa tabella:
| Stadio                         | Punteggio | Descrizione |
| ------------------------------ | --------- | --- |
| Stadio I (minima, sottile)     | 1-5       | Reperti limitati alle sole lesioni superficiali di 2–3 mm a forma vescicolare o di piccola fiamma e possibilmente alcune aderenze. Questa condizione, quando si presenta da sola, non è solitamente considerata una patologia ed è riscontrabile nell'80% delle donne.                                                                      |
| Stadio II (lieve, tipica)      | 6-15      | Si contraddistingue per la presenza di lesioni superficiali nere, definite solitamente "powder burn" o "gun shot", con dimensioni variabili da 1 a 3 centimetri. Sono inoltre presenti alcune lesioni profonde nel cavo del Douglas. |
| Stadio III (moderata, cistica) | 16-40     | Come nello stadio II, più la presenza di endometriomi sull'ovaio e maggiori aderenze solitamente di tipo cistico, conosciute come "cisti cioccolato, medialmente di 3-4 centimetri di diametro ma che possono svilupparsi fino a 15 centimetri. È necessario l'intervento chirurgico in quanto la terapia farmacologica risulta inefficace. |
| Stadio IV (severa, profonda)   | > 40      | Come nello stadio III ma endometriomi appaiono più grandi (circa 5-6 centimetri) e solidi e le aderenze estese, localizzandosi soprattutto nel cavo del Douglas estendendosi anche agli organi pelvici contigui. Quando arrivano a coinvolgere lo spazio prevescicale e la vescica possono causare disuria (dolore nella minzione).         |

La probabilità che vi sia la presenza di endometriosi sottile, tipica, cistica o profonda nelle donne che soffrono di infertilità o dolore pelvico è rispettivamente di circa l'80%, 50%, 25% e 3-4%. Nonostante che la scala di stadiazione dell'endometriosi sia afflitta da un'alta variabilità tra diverse osservazioni e tra diversi osservatori, rendendola non del tutto efficace per la prognosi, può essere molto utile per valutare il follow-up del paziente alle terapie.

### Quantificazione del dolore
La scala visuo-analogica del dolore (VAS) è la più comune scala utilizzata per la quantificazione del dolore correlato all'endometriosi. Per scopi di ricerca e per una misurazione del dolore più dettagliata nella pratica clinica, la VAS viene utilizzata per quantificare ogni tipo di dolore specifico correlato all'endometriosi (dismenorrea, dispareunia profonda e dolore pelvico cronico non mestruale) insieme alle scale di impressione clinica globale e della qualità della vita.

### Diagnosi differenziale
Moto spesso l'endometriosi può essere scambiata con la dismenorrea primaria (dolore durante le mestruazione non conseguente ad altre cause). Tuttavia, un dolore che non risponde all'assunzione di farmaci antinfiammatori non steroidei o alla terapia contraccettiva orale deve far abbandonare la prima ipotesi. Vi sono anche altre diverse condizioni che devono essere considerate nella diagnosi differenziale di endometriosi. Tra queste: cisti ovariche, malformazioni uterine, adenomiosi, tumore del colon, carcinoma ovarico, appendicite, clamidia, infezione del tratto urinario, diverticolite, gravidanza extrauterina, gonorrea, torsione ovarica e malattia infiammatoria pelvica.

## Terapia
Nonostante non esista una cura definitiva per l'endometriosi, vi è la possibilità di intervenire concretamente sul dolore e sull'infertilità correlata alla condizione. In molte donne, la menopausa (naturale o chirurgica) attenuerà il processo e i sintomi. Nelle donne che si trovano negli anni riproduttivi, l'endometriosi viene semplicemente gestita con l'obiettivo di alleviare il dolore e limitare la progressione del processo, ripristinando o preservando la fertilità ove sia necessario. Nelle donne più giovani, può essere tentato un intervento chirurgico al fine di rimuovere il tessuto endometriale e preservare le ovaie senza danneggiare il tessuto normale.
In generale, la diagnosi di endometriosi viene confermata durante l'intervento chirurgico, momento in cui si può procedere con il trattamento tramite escissione o ablazione. L'opportunità di ulteriori azioni dipende dalle circostanze: a una donna fertile può essere prescritta l'assunzione di farmaci ormonali in grado di sopprimere il ciclo mestruale naturale e quindi diminuire il dolore, mentre a una donna infertile può essere indicata una terapia farmacologica o una fecondazione in vitro con trasferimento dell'embrione per favorire il concepimento.

### Chirurgia

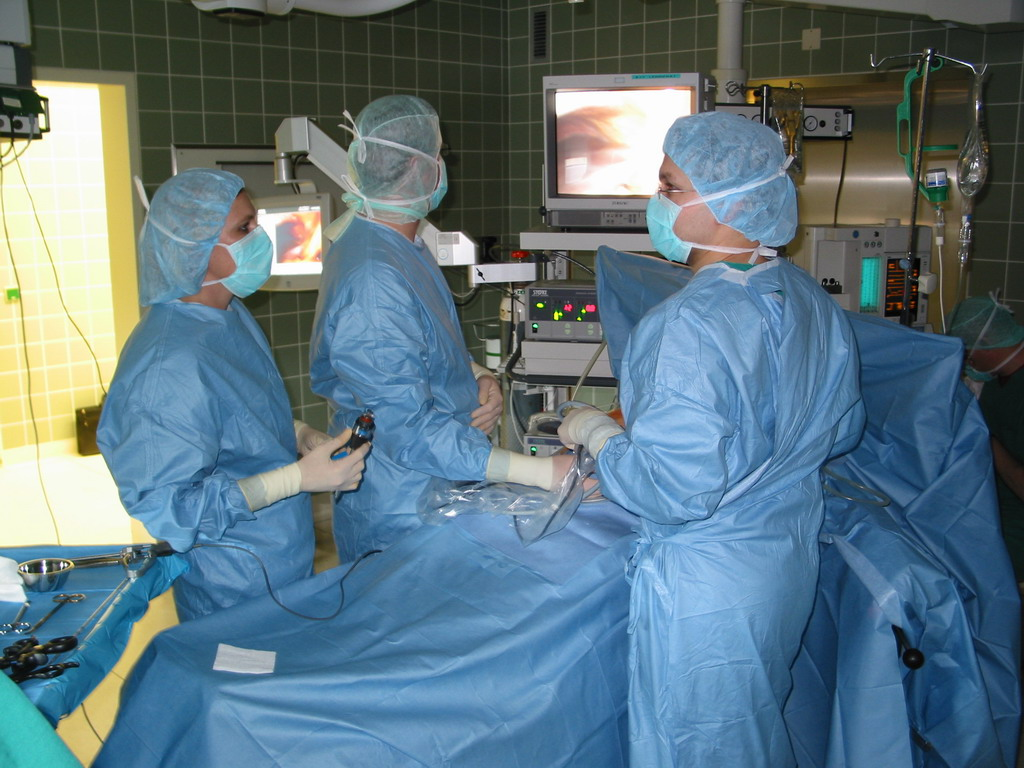
Intervento chirurgico in laparoscopia

Il trattamento conservativo consiste nell'escissione o ablazione dell'endometrio ectopico, delle aderenze, della resezione degli endometriomi e del ripristino, il più possibile, dell'anatomia pelvica normale. La laparoscopia, oltre a essere utilizzata per la diagnosi, può essere eseguita come intervento chirurgico "minimamente invasivo". Con tale procedura vengono praticati tre o quattro fori di piccole dimensioni sull'addome attraverso i quali vengono introdotti gli strumenti chirurgici, tra cui una piccola telecamera con cui si esplora la cavità addominale alla ricerca di eventuali isole endometriosiche, cisti o noduli. Nel caso in cui fossero presenti lesioni ben visibili, si procede alla loro eliminazione grazie all'ablazione a radiofrequenza realizzabile mediante diversi tipi di laser o per mezzo di scariche elettriche oppure con l'escissione del tessuto; in quest'ultimo caso potrà essere anche prelevato del materiale utile per la biopsia. La degenza in ospedale si riduce a un massimo di tre giorni, la ripresa è rapida e le cicatrici sono poco visibili. Le donne che si sono sottoposte a laparoscopia hanno un rischio minore di sviluppare in seguito aderenze. La laparotomia è, invece, un intervento chirurgico che si pratica nella maggior parte dei casi con un'incisione orizzontale all'altezza del pube, risultando così più invasiva della laparoscopia. Con questa tecnica i tempi di degenza si allungano e la cicatrice risulta sicuramente più visibile rispetto alla laparoscopia. Visti gli svantaggi essa viene effettuata molto raramente, ovvero nei casi in cui le lesioni e le aderenze sono particolarmente estese.

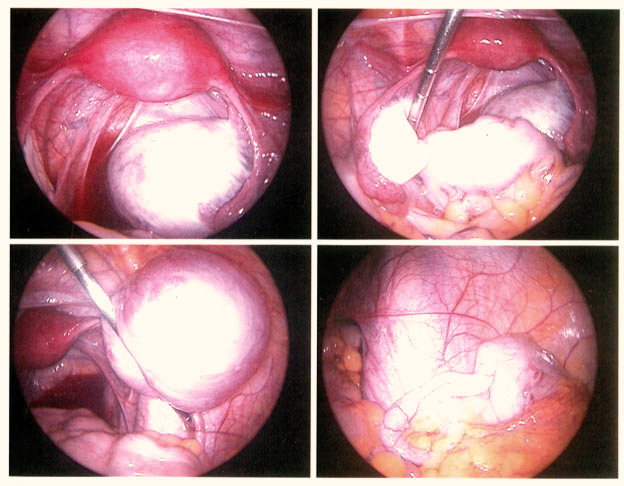
Endometriosi vista durante un intervento in laparoscopia

Dal 55% al 100% delle donne sviluppano aderenze dopo un intervento chirurgico pelvico e ciò può causare infertilità, dolore cronico addominale e pelvico. La sospensione ovarica temporanea di Trehan, una tecnica in cui le ovaie vengono sospese per una settimana dopo l'intervento chirurgico, può essere utilizzata per ridurre l'incidenza delle aderenze dopo il trattamento chirurgico dell'endometriosi. Il trattamento conservativo prevede l'escissione dell'endometriosi preservando le ovaie e l'utero, una soluzione molto importante per le donne che desiderano concepire, tuttavia aumentando il rischio di recidiva. La ricorrenza dell'endometriosi a seguito di chirurgia conservativa è stimata al 21,5% a due anni e al 40-50% a cinque anni.
Un'isterectomia (rimozione dell'utero) può essere utilizzata per il trattamento dell'endometriosi nelle donne che non desiderano concepire. Tuttavia, questo dovrebbe essere fatto solo se combinato insieme alla rimozione dell'endometriosi mediante escissione. Se l'endometriosi non fosse rimossa anche al momento dell'isterectomia, il dolore potrebbe persistere.
Per le donne con dolore estremo, può essere indicata una neurectomia del plesso ipogastrico superiore (nervo presacrale). Questa procedura consiste nel tagliare i nervi all'utero in cui decorrono le fibre del sistema simpatico e parasimpatico. Tuttavia, questa tecnica non viene quasi mai utilizzata a causa dell'elevata incidenza di complicanze associate, tra cui l'ematoma presacrale e problemi irreversibili con la minzione e con la costipazione.

### Terapia farmacologica

#### Terapia ormonale

Formula chimica di una molecola di testosterone, un androgeno

L'assunzione della pillola anticoncezionale a scopo terapeutico è una pratica in grado di ridurre il dolore mestruale associato all'endometriosi, grazie alla diminuzione o sospensione del flusso. Una combinazione di estroprogestinici (estrogeno e progestinico) somministrati con diverse modalità (pillola anticoncezionale, anello vaginale, spirale al progesterone, progesterone I.M. depot), è il trattamento di prima linea per la maggior parte delle donne per via del fatto che questo è utilizzabile per lunghi periodi di tempo, è relativamente economico, presenta una facilità d'utilizzo e comporta l'ulteriore vantaggio della riduzione del rischio di sviluppare un tumore dell'ovaio o dell'endometrio. Tuttavia gli estroprogestinici possono comportare alcuni effetti indesiderati, come nausea, cefalea, secchezza vaginale, calo del desiderio sessuale. Assumere progesterone contrasta l'azione dell'estrogeno e conseguentemente inibisce la crescita dell'endometrio. Tale terapia può ridurre o eliminare le mestruazioni in modo controllato e reversibile. I progestinici sono varianti chimiche del progesterone naturale; un esempio è il dienogest (Visanne). Sebbene i progestinici vengano spesso somministrati come parte di una terapia ormonale combinata con l'aggiunta di estrogeni, il trattamento con solo progestinico può essere comunque un'alternativa accettabile.
Il danazolo e il più moderno gestrinone sono steroidi soppressivi con una certa attività androgenica. Entrambi sono in grado di inibire la crescita dell'endometriosi, tuttavia il loro uso rimane limitato in quanto possono causare effetti collaterali, come irsutismo, virilizzazione, acne, seborrea, capelli e pelle untuosa e aumento di peso.
Si ritiene che i modulatori dell'ormone di rilascio delle gonadotropine (GnRH), che comprendono gli agonisti del GnRH come la leuprorelina e gli antagonisti del GnRH come l'elagolix, possano essere in grado di diminuire i livelli di estrogeni. Una revisione della Cochrane del 2010 ha rilevato che i modulatori del GnRH erano più efficaci per il sollievo dal dolore nell'endometriosi rispetto al placebo o a nessun trattamento, ma non erano più efficaci del danazolo o del progestinico intrauterino e avevano più effetti collaterali del danazolo. Una revisione sistematica svedese del 2018 ha rilevato che i modulatori del GnRH hanno effetti analgesici simili a quelli dei gestageni ma comportano una diminuzione della densità ossea.

#### Altri farmaci

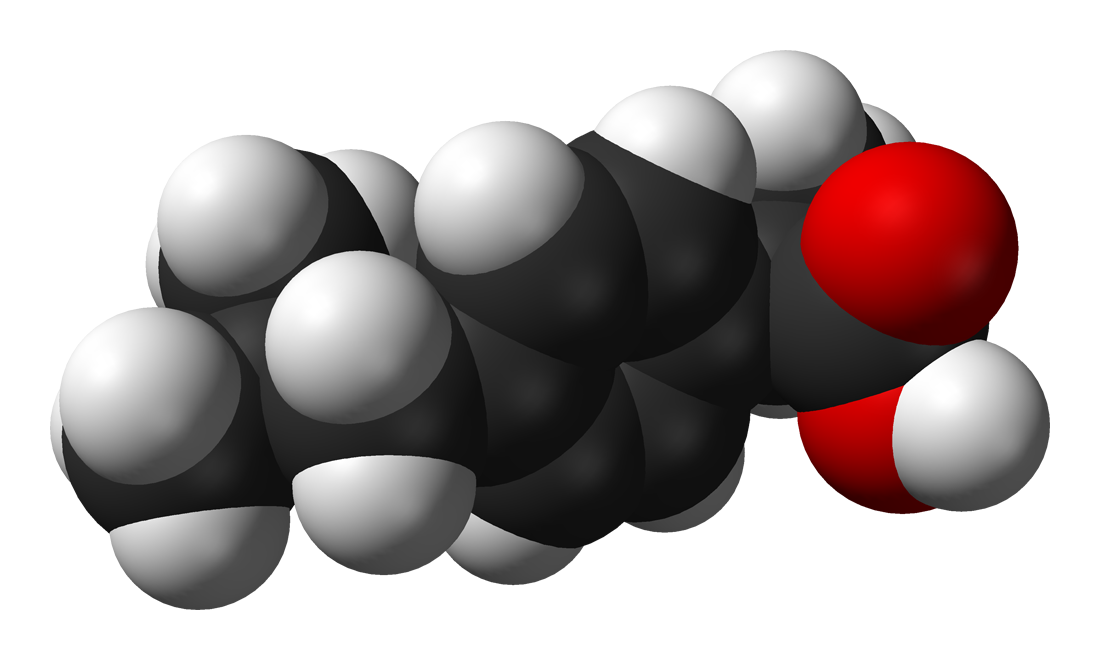
Rappresentazione grafica tridimensionale di una molecola di ibuprofene (formula chimica C_{13}H_{18}O_{2}), uno dei FANS utilizzato per la gestione del dolore correlato all'endometriosi

Il dolore è uno dei sintomi più comuni e invalidanti dell'endometriosi, e vi sono diversi trattamenti farmacologici in grado di intervenire positivamente su questo aspetto. I farmaci antinfiammatori non steroidei (FANS) vengono comunemente utilizzati in combinazione con altre terapie; per i casi più gravi si può ricorrere a quelli per cui è necessaria la prescrizione medica. I FANS iniettabili possono essere utili per gestire il dolore grave o se il dolore allo stomaco impedisce quelli assunti per via orale. Esempi di FANS includono l'ibuprofene e il naprossene. Gli oppioidi, come le compresse di solfato di morfina e altri antidolorifici oppiacei, agiscono mimando l'azione delle endorfine, sostanze chimiche che riducono il dolore naturalmente. Sono disponibili in diverse tipologie, sia a breve, sia a lunga durata d'azione e possono essere usati da soli o in combinazione per fornire un adeguato controllo del dolore.
La pentossifillina, un agente immunomodulante, è stata proposta per alleviare il dolore e aumentare i tassi di gravidanza nelle donne con endometriosi. Tuttavia, una revisione della Cochrane Collaboration del 2012 ha rilevato che non vi erano prove sufficienti a sostegno dell'efficacia o della sicurezza di uno di questi usi. Le attuali linee guida dell'American Congress of Obstetricians and Gynecologists (ACOG) non includono questa tipologia di farmaci nei protocolli di trattamento standard.
Anche gli inibitori dell'angiogenesi mancano di una valida evidenza clinica di efficacia nella terapia dell'endometriosi. In condizioni sperimentali in vitro e in vivo, i composti che hanno dimostrato di esercitare effetti inibitori sulle lesioni endometriosiche includono inibitori del fattore di crescita, inibitori dell'angiogenesi endogena, analoghi della fumagillina, statine, inibitori selettivi della COX-2, composti fitochimici, immunomodulatori, agonisti dopaminergici, inibitori dei recettori attivati da proliferatori perossisomiali, perossisomi, progestina, danazolo e agonisti dell'ormone che rilascia la gonadotropina. Tuttavia, molti di questi agenti sono stati correlati a effetti collaterali indesiderati e sono a oggi (2018) necessarie ulteriori ricerche. Una terapia ideale dovrebbe essere in grado di ridurre l'infiammazione e i sintomi sottostanti senza influire negativamente sulla capacità di concepimento.

### Comparazione tra i trattamenti
Gli interventi chirurgici e farmacologici sono in grado di comportare benefici sovrapponibili riguardo alla gestione del dolore, con una ricorrenza della sofferenza pari al 53% e al 44% rispettivamente. In ogni caso, qualsiasi approccio presenta sia vantaggi sia svantaggi.
Fino al 2013 vi erano pochi dati disponibili per sostenere l'efficacia del trattamento farmacologico per alleviare il dolore associato all'endometriosi. Una revisione sistematica svedese del 2018 ha riscontrato un gran numero di studi, ma una mancanza generale di prove scientifiche a sostegno della maggior parte dei trattamenti, con un solo studio, qualitativamente sufficiente e contestualmente appropriato, che confrontasse i risultati dell'approccio chirurgico con quello farmacologico. Studi di coorte indicano che la chirurgia è efficace nel ridurre il dolore. La maggior parte delle complicanze post chirurgiche si sono verificate in caso di anastomosi intestinale bassa, mentre il rischio di creazione di una fistola si è verificato nei casi di chirurgia addominale o vaginale combinata. Problemi concernenti il tratto urinario si sono dimostrati comuni a seguito della chirurgia intestinale.
In conclusione, i vantaggi dell'approccio chirurgico sono l'efficacia dimostrata per il controllo del dolore, una maggior probabilità di successo per quanto concerne il trattamento della sterilità rispetto alla somministrazione di farmaci, la possibilità di raggiungere una contemporanea diagnosi definitiva e la frequente opportunità di ricorrere a procedure minimamente invasive (laparoscopia) in grado di ridurre la morbilità e minimizzare il rischio di sviluppo di adesioni post-operatorie. Sono stati intrapresi sforzi per sviluppare strategie efficaci per ridurre o prevenire le aderenze, ma la loro formazione rimane un frequente effetto collaterale della chirurgia addominale.
Alcune tecniche di terapia fisica presentano i vantaggi di un minor costo, assenza di effetti collaterali importanti, nessuna interferenza con la fertilità e la funzione sessuale, tuttavia al 2018 non esistono studi effettuati su un lungo arco temporale che ne possono attestare i risultati per il trattamento del dolore o dell'infertilità correlata all'endometriosi.

### Trattamento della sterilità
L'approccio chirurgico è più efficace rispetto all'assunzione di farmaci per affrontare l'infertilità correlata all'endometriosi. La chirurgia tenta di rimuovere il tessuto endometriale e preservare le ovaie senza danneggiare il tessuto normale. Le procedure di fecondazione in vitro (FIV) risultano efficaci nel migliorare la fertilità in molte donne con endometriosi.
Durante il trattamento per la fertilità, un lungo pretrattamento con l'agonista del GnRH presenta una maggiore probabilità di consentire l'instaurarsi di una gravidanza nelle endometriosi rispetto allo stesso ma di breve durata.

## Prognosi
Una corretta valutazione della prognosi nelle donne con endometriosi richiede una particolare attenzione ai diversi aspetti che caratterizzano la condizione. Di primaria importanza è la stadiazione iniziale della malattia al fine di ottenere un adeguato e veritiero quadro della situazione su cui poi basare le future decisioni concernenti la terapia. I sintomi della donna e il suo eventuale desiderio di procreare in futuro concorrono a determinare quale sia la terapia appropriata. Non tutti i trattamenti portano gli stessi risultati in tutte le donne e talvolta può accadere che una terapia possa rivelarsi appropriata per una paziente e totalmente inadeguata per un'altra. Alcune donne accusano recidive dopo l'intervento chirurgico o dopo la pseudo-menopausa indotta farmacologicamente. Nella maggior parte dei casi, il trattamento garantirà alle donne un significativo sollievo dal dolore pelvico e le aiuterà a raggiungere la gravidanza.
Tuttavia, a oggi (2018) non è possibile guarire dall'endometriosi e pertanto il processo sottostante che ne è causa non può cessare dopo l'intervento chirurgico o farmacologico. Gli studi hanno dimostrato che l'endometriosi si ripresenta tra il 20% e il 40% dei casi a cinque anni in seguito a chirurgia conservativa, a meno che non venga eseguita un'isterectomia o che venga raggiunta la menopausa. Il follow-up delle donne consiste nel sottoporsi a esami clinici periodici e a una valutazione mediante ecografia.
La condizione può comportare alcune complicanze, come la formazione di cicatrici interne, aderenze, cisti pelviche, cisti cioccolato nelle ovaie, rottura di cisti, ostruzione intestinale e dell'uretere dovute ad aderenze pelviche. L'endometriosi ovarica può complicare una gravidanza già in atto. L'endometriosi toracica è associata a ricorrente pneumotorace nel corso dei periodi mestruali, denominato "pneumotorace catameniale". Uno studio durato venti anni ed effettuato su un campione di 12 000 donne con endometriosi, ha dimostrato che quelle al di sotto dei 40 anni accusano una probabilità tre volte maggiore di avere problemi cardiaci rispetto alle loro coetanee sane. Decessi dovuti all'endometriosi sono assai rari.